# Kulturpolitik der Europäischen Union
Die Kulturpolitik der Europäischen Union umfasst alle Handlungen und Bereiche der EU-Politik, welche zum Ziel haben, die kulturelle Vielfalt und das europäische Kulturerbe zu bewahren sowie die Kreativwirtschaft und den nichtkommerziellen Kulturaustausch in Europa zu fördern. Der Handlungsrahmen der Europäischen Union obliegt dem Subsidiaritätsprinzip, ihre Tätigkeiten ergänzen oder unterstützen die Kulturpolitik der Mitgliedstaaten. Dabei interagiert die EU mit verschiedenen Bereichen wie Bildung, Forschung, Sozialpolitik, Regionalentwicklung und Außenbeziehungen. Die Kulturpolitik wird durch verschiedene Institutionen, Initiativen und Förderprogramme und in Zusammenarbeit zwischen den nationalen Regierungen und internationalen Organisationen verwirklicht. Mit dem Inkrafttreten des Maastrichter Vertrages am 1. November 1993 hat die Europäische Union eine eigenständige kulturpolitische Kompetenz erlangt.

## Zielsetzungen
Die Ziele der Kulturpolitik der Europäischen Union werden im Vertrag über die Arbeitsweise der Europäischen Union (AEUV) und im Vertrag über die Europäische Union (EUV) festgelegt. Sie bestehen darin, durch ihre Tätigkeit die Maßnahmen der Mitgliedstaaten im Kultur- und Kreativbereich zu ergänzen und zu unterstützen. Dabei soll die Kenntnis und Verbreitung der Kultur und Geschichte der europäischen Völker verbessert werden. Das kulturelle Erbe von europäischer Bedeutung soll erhalten und geschützt werden. Der nichtkommerzielle Kulturaustausch sowie künstlerisches und literarisches Schaffen, auch im audiovisuellen Bereich, soll gefördert werden. Die Kooperation kann sich dabei auch von der Union den Mitgliedsstaaten auf Drittländer und Internationale Organisationen ausweiten. Die kulturelle Vielfalt steht dabei im Fokus, sie soll bewahrt werden. Unter kultureller Vielfalt versteht man die Vielfalt von kulturellen Identitäten, Sprachen, Traditionen, die Vielfalt verschiedener Kunstformen, Literatur, Theater, bildende Kunst, Musik, die Vielfalt der kulturellen Äußerungen und das kulturelle Erbe. Die Kulturverträglichkeitsklausel sieht vor, dass die Union in allen ihren Tätigkeiten und bezüglich anderer Regelung im Vertrag der Wahrung und Förderung der Vielfalt der europäischen Kulturen trotzdem gerecht wird. Dabei werden die Vorteile für die Bürger, die aktive Teilhabe der Bürger sowie die Vorteile für die Wirtschaft der Union im Hinblick auf Arbeitsplätze berücksichtigt.
Der Vertrag von Lissabon hebt den Stellenwert von Kultur besonders hervor, so steht in der Präambel des Vertrags über die Europäische Union (EUV): „Schöpfend aus dem kulturellen, religiösen und humanistischen Erbe Europas“. Im Vertrag werden auch die wichtigsten Ziele der Europäischen Union hinsichtlich der Kultur formuliert, so soll die Europäische Union den „Reichtum ihrer kulturellen und sprachlichen Vielfalt [bewahren]“ und „für den Schutz und die Entwicklung des kulturellen Erbes Europas [sorgen]“ (Artikel 3 EUV). Außerdem werden die Kompetenzen der EU im Vertrag festgelegt: „Die Union ist für die Durchführung von Maßnahmen zur Unterstützung, Koordinierung oder Ergänzung der Maßnahmen der Mitgliedstaaten zuständig.“ (Artikel 6 EUV). Die Aufgabe und das Ziel der Europäischen Union ist es, „einen Beitrag zur Entfaltung der Kulturen der Mitgliedstaaten unter Wahrung ihrer nationalen und regionalen Vielfalt“ sowie unter „Hervorhebung des gemeinsamen kulturellen Erbes“ zu leisten, wie aus dem Artikel 167 AEUV des Vertrag über die Arbeitsweise der EU zu entnehmen ist. Im Rahmen der Tätigkeit der Union aufgrund anderer Bestimmungen des Vertrags ist der Wahrung und Förderung der Vielfalt der europäischen Kulturen Rechnung zu tragen.
Bei einer Podiumsdiskussion der Friedrich-Ebert-Stiftung in Berlin sprach der Geschäftsführer der kulturpolitischen Gesellschaft Marc Demontagen von fünf Grundsätzen, welche die (europäische) Kulturpolitik verfolge: die Schaffung geeigneter Rahmenbedingungen, die Finanzierung von Kunst und Kultur, die Vermittlung, die Förderung des interkulturellen Dialogs sowie des kulturellen Zusammenhalts und schließlich den ökonomischen Aspekt (Kultur als Wirtschaftsfaktor). Die Europäische Kulturpolitik und seine Kulturförderung habe nicht zum Ziel, nationale Kulturpolitik zu ersetzen, sondern lediglich als “added value” zu wirken. Ziel einer europäischen Kulturpolitik könne in diesem Sinne nur die Sichtbarmachung der vorhandenen Vielfalt sein.

## Institutionen und Akteure europäischer Kulturpolitik
Die Europäische Union arbeitet bei der Entwicklung und Anwendung ihrer Kulturpolitik mit verschiedenen öffentlichen, privaten und zivilgesellschaftlichen Institutionen und Akteuren zusammen. Zu den wichtigsten Institutionen gehören der Rat für Bildung, Jugend, Kultur und Sport und der Rat der Europäischen Union, das Europäische Parlament und die Europäische Kommission. Daneben stehen Internationale Organisationen wie der Europarat, die UNESCO, die Vereinten Nationen und zivilgesellschaftliche Akteure wie Stiftungen.

### Europarat
Der Europarat ist eine zwischenstaatliche Organisation mit dem Ziel die Demokratie zu stärken, Menschenrechte durchzusetzen, Rechtsstaatlichkeit sicherzustellen und „den engen Zusammenschluss unter seinen Mitgliedern“ (Artikel 1 seiner Satzung) zu verwirklichen. Dazu gehört, die Zusammenarbeit auf den Gebieten Wirtschaft, Soziales, Kultur und Wissenschaft zu fördern. Der Europarat beschreibt Kultur als „Die Seele der Demokratie“ und setzt sich daher für eine Gesetzgebung und Regierungsführung ein, die einer starken Kulturpolitik gerecht wird. Dies soll unter „Achtung von Transparenz, Partizipation und Kreativität sowie mit Respekt vor Identität und Vielfalt, mit interkulturellem Dialog und kulturellen Rechte“ entstehen.
Durch das erlassen von Konventionen verpflichtet der Europarat seine Mitglieder Kultur- und Bildungsprogramme durchzuführen. Eine der wichtigsten Konventionen ist die Kulturkonvention von 1954, welche von 50 europäischen Staaten unterschreiben wurde. Sie gilt damit bis heute als eines der wenigen, praktisch gesamteuropäisch gültigen kulturpolitischen Dokumente. Im Jahr 2005 erließ der Europarat das „Rahmenübereinkommen über den Wert des Kulturerbes für die Gesellschaft“ (Faro-Konvention). Die Mitgliedstaaten der Europäischen Union haben das Dokument unterschrieben und ratifiziert. Für Nichtmitgliedsstaaten und Beitrittskandidaten der EU wird sie zur Unterschreibung und Ratifizierung vorgelegt.
Nach einer Strukturreform wurde 2012 ein Lenkungsausschuss für Kultur, Kulturerbe und Landschaft (Steering Committee for Culture, Heritage and Landscape) gegründet. Der Ausschuss soll interkulturelle Dialoge und Diskussionen zwischen den europäischen Staaten und Anrainerstaat fördern und die Bedeutung des europäischen Kultur- und Naturerbes für eine demokratische und soziale Gesellschaft betonen. Der Europarat arbeitet Strategien und Aktionspläne für Kultur, Bildung und Kulturerbe Angelegenheiten heraus. Auf diese Weise fließt die Arbeit des Europarats in die Gestaltung der Kulturpolitik der Europäischen Union mit ein.

### Europäisches Parlament
Das Europäische Parlament ist Mitgesetzgeber und ist somit Kraft seiner Stimmabgabe in der Lage die Kulturpolitik der Europäischen Union mitzubestimmen. Zum einen kann es konkret für oder gegen Vorschläge der Kommission abstimmen und zum Beispiel über Haushaltspläne für kulturelle Projekte abstimmen. Außerdem kann das Parlament durch Entschließungen einen Handlungsrahmen oder Absichtserklärungen vorgeben. Das Europäische Parlament war maßgeblich daran beteiligt, Kultur und Kulturrechte in die Gesetzestexte der Europäischen Union zu implementieren.
Sein Interesse gilt dabei auch dem Potenzial und der Entwicklung der Kultur- und Kreativwirtschaft. Um eine kohärente Politik der EU für die Kultur- und Kreativwirtschaft zu gestalten, forderte das Parlament einen „strategischen Ansatz zur Freisetzung des Potenzials der Kultur- und Kreativwirtschaft“. Um dies zu erreichen forderte das Parlament die Kommission auf, Maßnahmen dafür zu ergreifen und einen „umfassenden, kohärenten und langfristigen industriepolitischen Rahmen für die Kultur- und Kreativwirtschaft zu entwickeln“. Dabei sollen die Arbeitsbedingungen verbessert werden, Mittel bereitgestellt werden und der Sektor Kultur in die Initiativen zur Beschäftigung junger Menschen eingebunden werden. Langfristig sollen Berufslaufbahnen, unternehmerisches Denken und Weiterbildung in der Kultur-Branche ermöglicht werden.
Das Europäische Parlament tritt auch für einen strategischen Ansatz im Hinblick auf die Rolle der Kultur in der Außenbeziehungen ein, worin sie ein großes Potenzial sieht, vor allem wenn die „Kulturdiplomatie ihrer Mitgliedsstaaten besser vereinheitlicht“ würde. Mehrere Entschließungen zum Thema Kultur wurden bereits vom Europäischen Parlament getroffen. So 2011 zu den kulturellen Dimensionen der auswärtigen Politik der EU und 2016 zum interkulturellen Dialog. Im Juli 2017 verfasste die Kommission und der Europäische Auswärtige Dienst (EAD) eine Mitteilung mit dem Titel Auf dem Weg zu einer EU-Strategie für internationale kulturelle Beziehungen, worauf das Parlament eine Entschließung annahm, welche vom Ausschuss für auswärtige Angelegenheiten (AFET) und vom Ausschuss für Kultur und Bildung (CULT) gemeinsam ausgearbeitet wurde. Die Entschließung umfasst mehrere konkrete Initiativen in vier Bereichen: „Ziele, Governance und Hilfsmittel, persönliche Kontakte und die globale Strategie der EU“. In dieser Arbeit wird der Mehrwert von Kultur als Beitrag zur Völkerverständigung hervorgehoben und Kultur als unabdingbarer Bestandteil des politischen Dialogs zwischen EU und Nicht-EU-Staaten vom Parlament angesehen. Diese Kulturpolitik wird gefördert, weil sie zu „einer Stärkung der Zivilgesellschaft, der Vorbeugung von Radikalisierung und Konflikten sowie der Verbreitung der Werte der EU beitragen kann“.

### Ausschuss für Kultur und Bildung (CULT)
Der Ausschuss für Kultur und Bildung gehört zu den ständigen Ausschüssen des Europäischen Parlaments. Ungefähr zehn Mal im Jahr kommt er zusammen und bearbeitet Legislativvorschläge und Mitteilungen der Europäischen Kommission. Dabei werden oftmals Anhörungen durchgeführt und Entschließungen verabschiedet. Er ist zuständig für sämtliche kulturelle Aspekte der Europäischen Union, insbesondere die Verbesserung der Kenntnis und Verbreitung der Kultur, den Schutz und die Förderung der kulturellen und sprachlichen Vielfalt und die Erhaltung und den Schutz des kulturellen Erbes, den Kulturaustausch und das künstlerische Schaffen. Er ist ebenfalls zuständig für die Bildungspolitik der Union, einschließlich des europäischen Hochschulwesens und der Förderung des Systems der Europäischen Schulen sowie des lebenslangen Lernens. Weitere Zuständigkeiten betreffen die Politik im audiovisuellen Bereich sowie die kulturellen und bildungspolitischen Aspekte der Informationsgesellschaft. Hinzu kommt die Jugendpolitik, die Erarbeitung einer Sport- und Freizeitpolitik, die Informations- und Medienpolitik und die Zusammenarbeit mit Drittländern in den Bereichen Kultur und Bildung sowie die Beziehungen zu den einschlägigen internationalen Organisationen und Institutionen.
Der Ausschuss für Kultur und Bildung ist für das Programm Erasmus + zur Förderung der Bildung, der Weiterbildung sowie der Bereiche Jugend und Sport, das Programm Kreatives Europa zur Unterstützung der europäischen Kultur- und Kreativbranche sowie das Programm Europäisches Solidaritätskorps verantwortlich. Darüber hinaus hält der Ausschuss regelmäßig öffentliche Anhörungen ab, um von Sachverständigen Fachinformationen über Themen zu erhalten, die in seiner Zuständigkeit liegen.

### Europäische Kommission
Die Europäische Kommission verfolgt die Interessen der EU und ihrer Politik, sie gibt Vorschläge für neue Rechtsvorschriften und legt auch den Haushalt im Kulturbereich vor, über den der Rat der Europäischen Union und das Europäische Parlament dann abstimmen. Sie setzt sich für den Schutz des kulturellen Erbes und der Vielfalt ein und unterstützt die Kultur- und Kreativbranche bei der Schaffung von Beschäftigung und Wachstum. Im Bereich der Kulturpolitik verteilt sich ihr Aufgabenbereich auf drei verschiedene Politikfelder: Die Unterstützung des Kulturerbes, welches die durch Förderung von Zusammenarbeit und Maßnahmen gegen den illegalen Handel mit Kulturgütern vorantreibt. Sie unterstützt den audiovisuellen Sektor und setzt sich für eine Verbesserung der Medienkompetenz in Europa und die Förderung des digitalen Vertriebs europäischer audiovisueller Werke ein. Der Kultur- und Kreativwirtschaft hilft die Kommission ihr Potenzial zu verbessern, indem sie Finanzmittel bereitstellt, Netze unterstützt sowie Daten und Informationen sammelt. Ziel der EU-Politik ist es außerdem, gemeinsame Herausforderungen wie Digitalisierung und Innovationsförderung im Kulturbereich zu bewältigen.

### EU-Kulturministerrat
Der EU-Kulturministerrat berät sich über kulturpolitische Handlungsmöglichkeiten und Förderungsprojekte und kann unter bestimmten rechtlichen Bedienungen auch Gesetzgebungsakte erlassen. Die Kulturministerinnen und Kulturminister der Mitgliedsstaaten treffen sich in der Regel zweimal jährlich in Brüssel unter der Ratsformation Bildung, Jugend, Kultur und Sport. Der Rat überwacht die Fortschritte in der kulturpolitischen Strategie der Europäischen Union und die Innovationskraft des Kultursektors. Vor allem im digitalen und audiovisuellen Bereich verstärkt der Rat die Bemühungen, Europa zum „globalen Zentrum für die Produktion von kreativen digitalen Inhalten entsprechend der Digitalen Agenda der Strategie Europa 2020“ zu machen. Je nach Wahlinstrument werden Schlussfolgerungen (Einstimmigkeitsprinzip) oder Verordnungen (qualifizierte Mehrheitsentscheidung) erlassen. Der Rat bespricht Empfehlungen und war federführend in der Entwicklung von Kulturförderprogrammen wie Erasmus+ oder Kreatives Europa. Der Ratsvorsitz wird in Rotation vergeben und wird 2020 von Kroatien und Deutschland ausgeführt.

### Konferenz über Sicherheit und Zusammenarbeit (KSZE)
Die KSZE wird heute als wichtiger Akteur in der Entwicklung europäischer Kulturpolitik oft übersehen. Die erste Konferenz fand 1973 in Helsinki statt und wurde mit der einstimmigen Verabschiedung der Schlussakte von Helsinki 1975 beendet. Die 35 Staats- und Regierungschefs der damaligen Staaten West- und Osteuropas (außer Albanien) sowie der USA und Kanada einigten sich über einen blockübergreifenden Verhaltenskodex, der „vertrauensbildende Maßnahmen“ angesichts des Kalten Kriegs fördern sollte. Man teilte die zu behandelten Themen in drei Körbe auf. Neben sicherheitspolitischen Fragen (Korb 1), die Verstärkung der Zusammenarbeit in den Bereichen Wirtschaft, Wissenschaft, Technik und Umwelt (Korb 2), wurde vor allem die Zusammenarbeit in humanitären, sportlichen und kulturellen Bereich (Korb 3) von Bedeutung für die Entwicklung von kulturellen Demokratien. Die Schlussakte von Helsinki zur „Stärkung des Friedens und der Verständigung zwischen den Völkern und zur geistigen Bereicherung der menschlichen Persönlichkeit“ hob die Achtung der Menschenrechte und Grundfreiheiten der Bürger besonders hervor. Die Achtung der Person, der Gedanken-, Gewissens-, Religions- und Glaubensfreiheit, der freien Meinungsäußerung sowie die Verpflichtung zu Rechtsstaatlichkeit, Toleranz, Offenheit und das Selbstbestimmungsrecht der Völker waren ebenfalls wesentlicher Bestandteil der Abkommen. In der Folge wurden weitere Konferenzen abgehalten um die entsprechenden Abschlusserklärungen weiterzuentwickeln und dessen Einhaltung zu überprüfen.
Dieser Prozess hatte Auswirkungen auf die politischen Entwicklungen in den Staaten Mittel- und Osteuropas vor der Wende. Die Schlussakte von Helsinki hatte durch ihre Zustimmung von West und Ost (1978) und ihren dritten Korb sowie durch die Aufnahme der Menschenrechte in ihren Prinzipienkatalog „systemsprengende Wirkung“. Sie wurde zur Legitimationsgrundlage für alle oppositionellen, freiheitlich-demokratischen Bewegungen des Warschauer Pakts und trug schließlich zum Zusammensturz der Sowjetunion bei, welche den festgelegten Freiheitsrechten der Schlussakte ja schließlich zugestimmt hatte. Auf diese Weise entwickelte sich in den Staaten Mittel- und Osteuropas eine demokratisch-plurale Kulturpolitik und die „kulturelle Demokratie“ wurde zu einer gemeinsamen Wertvorstellungen für die Staaten der KSZE.
Eine weitere kulturpolitische Komponente war „die freie und ungehinderte Entfaltung künstlerischer Kreativität zu fördern und zu schützen“, ebenso der Schutz kultureller Minderheiten, ihrer Sprache und Kultur durch singulärer Rechte. Die KSZE war somit die erste Kulturkonferenz von Ost und West im Geiste der kulturellen Demokratie und förderte die Entwicklung der neuen Kulturpolitiken in den sogenannten Transformationsstaaten ein, die im Nachhinein alle Mitglieder im Europarat wurden. Dies war wiederum die kulturpolitische Voraussetzungen für ihre anschließende Mitgliedschaft in der Europäischen Union in ihrer Erweiterungsphase von 2004 und 2007.

### Zivilgesellschaftliche Akteure
Zivilgesellschaftliche Akteure hatten bereits vor dem Zweiten Weltkrieg ihren Zuspruch für eine Europäisierung des Kontinents zum Ausdruck gebracht. Der europäische Widerstand brachte während der Nazi-Herrschaft eine Vielzahl von Manifesten hervor, die sich für eine kulturelle Annäherung und Zusammenkunft Europas aussprachen. „Ohne zivilgesellschaftliche Aktivitäten hätten sich Europa und namentlich seine Kulturpolitik nicht erfolgreich entwickeln können“. Es folgte die Europa-Bewegung der ersten Nachkriegsjahre, welche einen demokratischen Neuanfang in Form eines Europäischen Zusammenschlusses herbeisehnte. Die „Vielfalt der Kulturen auf der Basis einer Wertegemeinschaft“ war für ihre Europa-Ideen konstituierend.
Im Jahr 1954 wurde die erste bedeutsame und noch heute wirkende zivilgesellschaftliche Organisation gegründet, die Europäische Kulturstiftung (ECF). Sie war an der Entwicklung des Kulturprogramms der europäischen Kulturhauptstädte beteiligt. An der Entwicklung Europas und seiner Kultur und Kulturpolitik sind weitere zivilgesellschaftliche Akteure beteiligt wie Stiftungen und Nichtregierungsorganisationen (NGOs). Beispielsweise die „Bosch-, der Bertelsmann-, Körber-, der ZEIT-, der Allianz-, der Sparkassenstiftung und die Kulturpolitische Gesellschaft, der Bundesverband Soziokultureller Zentren, der Deutsche Kulturrat, der Kulturkreis der Deutschen Wirtschaft oder die Agenda 21 für Kultur“.

## Geschichte
Im Laufe der Jahrhunderte prägten verschiedene politische, philosophische, sprachliche, religiöse, ethnische und kulturelle Relikte ein gemeinsames europäisches Kulturerbe, dass heute als die Einheit in der Vielfalt Europas (nach dem Historiker Jacques Le Goff) bezeichnet werden kann. Das Selbstverständnis der Europäischen Union greift auf dieses kollektive Bewusstsein der europäischen Völker zurück, welches sich auf dem Abendland, einer christlich-jüdischen Tradition sowie humanistischen und demokratischen Idealen beruft. Hierbei ist zu beachten, dass die Vertragstexte sich lediglich auf ein religiöses Erbe berufen, ohne explizit eine christlich-jüdische Ausrichtung zu erwähnen. Diese Elemente prägten den Aufbau der Europäischen Union von einer Wirtschaftsgemeinschaft zu einer (kultur-)politischen Union. Konkrete Vorschläge zu einer europäischen Kulturpolitik kamen vorerst von der EU nahestehenden Organisationen wie den Vereinten Nationen, der UNESCO und dem Europarat.
Noch vor dem Ende des Zweiten Weltkriegs gab es vermehrt Überlegungen zu möglichen Formen eines zukünftigen Völkerbündnisses zwischen den Nationalstaaten des europäischen Kontinentes. Neben dem Motiv der Friedenssicherung auf dem europäischen Kontinent entstand eine Rückbesinnung auf die Gemeinsamkeit europäischer Kulturen. In Folge des Totalitarismus des 20. Jahrhunderts und der Shoa als Zivilisationsbruch durch die Nationalsozialisten des Dritten Reichs wurden allgemein gültige Handlungsmaßstäbe für staatliche Interaktionen festgelegt. Demzufolge wurden Institutionen geschaffen, welche die politischen Zielen Demokratie, Gerechtigkeit und Menschenwürde als gemeinsame und ständige Werte in Europa etablieren würden. Kultur und Kulturaustausch wurde dabei ebenfalls als tragendes Element in der Völkerverständigung angesehen und darüber hinaus als Menschenrecht und politisches Ziel eingebunden.

### Der Europarat als Vorreiter von europäischer Kulturpolitik
Die erste Institution, welche die Konzepte europäischer kultureller Demokratie konsolidieren sollte, war der Europarat. Nach seiner Gründung 1949 mit zehn Mitgliedsländern (inzwischen sind es 47) folgte die Unterzeichnung der Europäischen Menschenrechtskonvention (1950) und der Kulturkonvention (1954). Beide Dokumente beinhalten konzeptionelle Grundwerte und leisteten eine Vorarbeit bei der Ausgestaltung von europäischer Kulturpolitik. „Alles, was tatsächlich die Bezeichnung »Europäische Kulturpolitik« – verstanden als Politik für Kultur, einer Kultur-Politik – verdient, hat seinen Ursprung beim Europarat“. Dabei hielt sich der Europarat an einen „Werte-Dreiklang als Leitschnur: Menschenrechte, Demokratie und Sicherung kultureller Vielfalt“ und legte damit die „Völkerrechtliche Grundlage“ und die „Praxis der Perspektivarbeit“. Obwohl der Europarat in seinen Mitteln begrenzt ist und faktisch keine politische Macht hat, konnte er durch seine beratende Funktion und mit seinen zukunftsorientierten Konzeptvorschlägen Einfluss auf die Gestaltung einer Kulturpolitik der Europäischen Union ausüben. Neben der Vergemeinschaftung von Wirtschaft und Recht wurde allmählich auch die Gestaltung der Europäischen Union als Wertegemeinschaft vorangetrieben. Dazu gehörte auch die Ausarbeitung einer gemeinsamen Kulturpolitik.

### Römischen Verträge 1957
Bei der Unterzeichnung der Römischen Verträge 1957, aus denen die Europäische Wirtschaftsgemeinschaft (EWG), die Europäische Atomgemeinschaft (EURATOM), die Europäische Gemeinschaft für Kohle und Stahl (EGKS) sowie das Abkommen über gemeinsame Organe für die Europäischen Gemeinschaften entstand, wurde der Begriff Kultur gar nicht erwähnt und Bildung kam nur in Zusammenhang mit Berufsbildung vor. Der Schwerpunkt lag in der Gründung eines gemeinsamen Marktes und wirtschaftlicher Kooperation.

### Von der 68er-Revolte zur Erklärung von Arc et Senans 1972
Die Studentenproteste der Achtundsechziger-Bewegung stellten die gesamte Nachkriegsgesellschaft in Frage und lösten damit einen gesellschaftlichen Konflikt aus. Eine neue Soziokultur entstand, welche die „Bewahrung der tradierten Hoch-Kultur-Etablissements und die bislang herrschende kulturpolitische Hegemonie des Bürgerlichen nicht weiter hinnehmen sollte“. Der Europarat reagierte auf den Wandel, erkannte die Kraft der subkulturellen alternativen Strömungen an und formulierte 1972 die Abschlusserklärung Zukunft und kulturelle Entwicklung von Arc-et-Senans. Ziel war es, eine wegweisende „Kulturpolitik innerhalb einer fortgeschrittenen Industriegesellschaft“ zu erstellen. Sie schlug neue Wege für eine Kulturpolitik vor: „Zentrale Aufgabe jeder Kulturpolitik muss es sein, die Bedingungen für Ausdrucksvielfalt und ihre freizügige Nutzung zu garantieren und weiterzuentwickeln. […] Es sind alle Umstände zu fördern, die Kreativität und soziokulturelle Phantasie begünstigen; kulturelle Unterschiede müssen anerkannt und unterstützt werden“. Bedeutend sind neben der Ausformulierung der „Kulturverträglichkeitsklausel“ auch die „normative Maxime für eine gesellschaftsrelevante Kulturpolitik“, so steht in der Erklärung: „Kulturpolitik kommt ohne ethische Begründung nicht aus“. Die Vorschläge des Europarats wurden in die Kulturpolitik westeuropäischer Länder aufgenommen und förderten ein neues Kulturverständnis.

### Gipfeltreffen in Kopenhagen 1973
Während die Gesellschaften Westeuropas kulturell in eine Aufbruchstimmung gelangten, begannen auch die Gremien der EWG sich eingehender mit der Frage der Kultur und der Bildung zu beschäftigen. Es wuchs das Bewusstsein heran, dass die Verbundenheit der europäischen Völker ebenfalls an die Frage nach einer europäischen Identität gekoppelt war. Die kulturelle Demokratie, wie sie vom Europarat und der UNESO definiert und herausgearbeitet worden war widerspiegelte sich allerdings noch nicht in den Vertragslaut der EWG. Die Staats- und Regierungschefs der EWG berieten sich daher auf der Gipfelkonferenz von Kopenhagen 1973 über Kultur, eine europäische Identität und ein Bürgerbewusstsein als Voraussetzung für eine europäische Gemeinschaft. Sie verabschiedeten die Erklärung Europäische Identität, welche Grundprinzipien einer gemeinsamen (auch kulturellen) Außenpolitik festlegte. Die neun Staaten der EWG verstanden sich allmählich als eine über dem Wirtschaftsabkommen hinaus bestehende politische Einheit, welche die Union anstrebte. Daher bekannten sie sich zu gemeinsamen Werten der europäischen Geschichte und Kultur sowie demokratischen und freiheitlichen Prinzipien. Daraufhin richtete die Kommission eine »Kulturdienststelle« ein und das Europäische Parlament entschloss bei den ersten Direktwahlen ein Jahr später den Schutz des Europäischen Kulturguts. Dies bestand aus der Restaurierung von Kulturdenkmälern und historischen Stätten, führte aber später zur Anerkennung von Architektonischen Erbe als identitätsstiftende Elemente. Zwei Jahre später folgte die Entschließung zur gemeinschaftlichen Aktion im kulturellen Bereich. Das Gipfeltreffen von Kopenhagen war ein wichtiger Schritt in Richtung der Anwendung des EWG-Vertrags für die Herausbildung der kulturellen Identität und kulturellen Demokratie der EWG.

### Von der Gründung der Ausschuss für Jugend, Kultur, Bildung, Information und Sport 1979 zum Fanti-Bericht 1983
Nachdem die Abgeordneten des Europäischen Parlaments nun mit einem Mandat durch Direktwahl ausgestattet waren, etablierten sie 1979 eine Kommission für Jugend, Kultur, Bildung, Information und Sport. Obwohl der Bereich Kultur durch die Verträge rechtlich nach wie vor nicht abgedeckt war, gab es zunehmend Debatten über mögliche Gemeinschaftsaktivitäten der EWG in diesem Politikfeld. An dieser Stelle spalteten sich die parlamentarischen Zielsetzungen in der Frage, ob Kulturpolitik dem Wirkungsfeld des Europarats überlassen werden sollte oder ob eine eigene Dynamik gen einer EWG-Kulturpolitik vorangetrieben werden sollte. Eine Sorge war zunächst, dass die beiden Institutionen Europarat und Europäisches Parlament sich konkurrierend im Wege stehen könnten und der Europarat in seiner Kulturarbeit möglicherweise geschwächt werden könnte. Eine Kooperation von überwiegend linken Parlamentsfraktionen und „Gemeinschafts-Pragmatiker[n]“ setzen schließlich durch, dass gesetzliche Möglichkeiten geschaffen werden sollten, um politische Aktivitäten der EWG im Bereich der Kulturpolitik voranbringen zu können. Dies sollte nicht sofort zu einer eigenständigen EWG-Kulturpolitik führen, doch in Zusammenarbeit mit dem Europarat ein Prozess eingeleitet werden, indem Kultur in das Wirkungsfeld der EWG integriert werden kann. Nach dem Ende der fünfjährigen EP-Amtsperiode veröffentlichte der Ausschuss 1983 seinen Fanti-Bericht. In diesem unterstrich man die Position, dass die EWG im Kultursektor tätig werden sollte, da es den Gesellschaften die Möglichkeit geben würde sich auf der kulturellen Ebene mit Rückbesinnung auf ein gemeinsames europäisches Kulturerbe zu begegnen und näher zu kommen. Hierfür forderte der Ausschuss angesichts des steigenden Haushalts der EWG eine Erhöhung des Kulturetats auf mindestens ein Prozent des Gesamthaushaltes. Außerdem sollten die Kultusminister der Mitgliedsländer jährlich tagen und ein konkretes Programm erstellen, dass das kulturelle Leben gestalten und kulturelles Schaffen in der Europäischen Gemeinschaft fördern würde. Die Kulturwirtschaft sollte angetrieben werden, gestützt auf den freien Austausch von Kulturgütern und der Verbesserung der Lebens- und Arbeitsbedingungen der Kulturschaffenden. Der Fanti-Bericht ist in der Entwicklung der Kulturpolitik der Europäischen Union eine der wichtigsten parlamentarischen Entschließungen. Dennoch war nach wie vor keine gesetzliche Grundlage einer kulturpolitischen Tätigkeit der EWG vorhanden.

### Die Weltkonferenz über Kulturpolitik der UNESCO 1982 »Mondiacult«
Bei der Konferenz in Mexiko wurden soziokulturelle Leitlinien mit einer grundlegend neuen Definition von Kultur und Kulturpolitik gelegt. Hieraus entstand die Definition: „Kultur wird im weitesten Sinne als die Gesamtheit der einzigartigen geistigen, materiellen, intellektuellen und emotionalen Aspekte begriffen, die eine Gesellschaft oder eine soziale Gruppe kennzeichnen“. Innerhalb der Entwicklung von Kulturpolitik sind diese neuen Überlegungen als Wendepunkt zu betrachten, weil von nun an Kultur nicht nur als Kunst oder Literatur begriffen wurde, sondern auch »Lebensformen, die Grundrechte der Menschen, Wertsysteme, Traditionen und Glaubensrichtungen« zu verstehen sind. Es wird erstmals anerkannt und festgehalten, dass der Mensch erst durch die Kulturpolitik Werte erkennt und sich auszudrücken vermag. Diese Inhalte der Konferenz müssen als Wendepunkt verstanden werden, weil erstmals Sinngehalte und eine umfassende gesellschaftspolitische Kultur-Definition erörtert wurden. Die Kulturpolitik der Europäischen Union wird sich auf diesem Verständnis von Kultur berufen.

### Der Vertrag von Maastricht 1992 als Wendepunkt der EU-Kulturpolitik
Mit der Unterzeichnung des Vertrags über die Europäische Gemeinschaft (EGV) im niederländischen Maastricht erhielt Kultur über den Art. 128 EGV erstmals Einzug in die Gesetzestexte der Europäischen Union. „Erst mit dem Maastricht-Vertrag wurde die EU zum kulturpolitischen Akteur in Europa.“ Das Europäische Parlament, welches zuvor nur bei der Regelung des Binnenmarktes ein Mitspracherecht hatte, bekam durch den Maastricher Vertrag nun auch im Kulturbereich ein Mitentscheidungsrecht. Dies war der Beginn einer neuen Epoche in der europäischen Kulturpolitik, die nun durch die demokratisch und direkte gewählten Abgeordneten gestaltet wurde. Der Artikel verpflichtete die Kommission an einem Kulturkonzept für die Gemeinschaft zu arbeiten und berechtigte diese erstmals auch Mittel aus den Strukturfonds dafür einzusetzen. Bisher waren kulturelle Aktivitäten den wirtschaftlichen Anforderungen des gemeinsamen Marktes untergeordnet, mit dem Artikel 128 des EG-Vertrags wurde die Erarbeitung eines „Kulturpolitischen Konzepts der Gemeinschaft“ und die Stärkung der Kreativwirtschaft rechtsbindender Teil der EU-Politik. 

„Man kann das mit Maastricht verabschiedete neue Kulturkonzept der EU in fünf Punkten knapp zusammenfassen und mit folgender Perspektive versehen:
1. Führung eines noch intensiveren Dialoges mit allen am Kulturbetrieb Beteiligten als zuvor;
2. Klare Prioritätensetzung bei Kulturfördermaßnahmen;
3. Subsidiaritätsprinzip und, damit verbunden, eine stärkere Transparenz der geplanten und eingeleiteten Initiativen;
4. Überprüfung der kulturellen Aktivitäten der EU auf die gesetzten Ziele hin;
5. Zusammenarbeit mit Drittländern und auch mit internationalen Organisationen wie dem Europarat und der UNESCO.“

Um den Handlungsraum nicht einzuschränken, wurde bewusst auf eine konkrete Definition von Kultur verzichtet, auch um keine potenziellen Ausprägungen von Kultur auszuschließen. Bereiche wie die schönen Künste wurden daher ebenso Förderungsfähig wie neue Medien und der Audiovisuelle Bereich. Außerdem wurde drauf geachtet, dass es ein Gleichgewicht in der Zielsetzung regionale und nationale Vielfalt in Einklang mit einem gemeinsamen Kulturellen Erbe zu fördern. Zudem sollte die Kenntnis und Verbreitung der Kultur und Geschichte der europäischen Völker gefördert werden und ein nichtkommerzieller Kulturaustausch wurde angestrebt. Der Artikel 128 EUV war die Rechtsgrundlage für spätere Förderprogramme und Kulturinitiativen wie das Raphael, Ariane und Kaleidoskop Programm, welche später im Programm Kultur 2000 zusammengefasst wurden. Ab 2019 wurden alle Programme in einem mit dem Titel Kreatives Europa zusammengefasst, welches aufgeteilt ist in den Programmen Kultur und Media.

### Amsterdam 1997
Der Vertrag von Amsterdam im Jahre 1997 sah eine Fortschreibung des Kultur-Artikels von Maastricht vor. Der Artikel 128 von Maastricht wurde zum Artikel 151 im Vertrag von Amsterdam. Einhergehend mit der engeren Zusammenflechtung der EU durch die Wirtschafts- und Währungsunion wurde eine politische Gemeinschaft angestrebt, welche die Unionsbürgerschaft zum Ziel hat. Damit wurde der EU auch eine Erweiterung ihrer Kompetenzen eingeräumt, vor allem in Bereichen wie der Sozialpolitik, Bildungs- und Forschungspolitik sowie auch der Kulturpolitik. Nach wie vor wurde darauf geachtet, auf der einen Seite das Bewusstsein für die kulturelle Vielfalt zu stärken und andererseits die Einheit Europas zu vertiefen. Grundlegende war nach wie vor das Subsidiaritätsprinzip, welches beim Maastricher Vertrag unter dem Artikel 3b geregelt war und nun noch präziser im Amsterdamer Vertrag unter dem Artikel 5 ausformuliert wurde. Kulturwissenschaftler sehen darin eine Aufhebung der Dominanz der Ökonomie, denn Kultur sollte in allen Aspekten der EU-Politik mitbedacht werden. Dies wird bei der Buchpreisbindung deutlich: Das Buch wird nicht mehr als reine Ware gesehen und somit unter den Regeln des freien Wettbewerbs fallen. Es ist fortan aufgrund seines kulturellen Aspekts durch die jeweilige nationale Buchpreisbindung geschützt.

### Nizza 2000
Mit dem Vertrag von Nizza im Jahre 2000 wurde die Charta der Grundrechte der Europäischen Union proklamiert. Sie enthält eine wesentliche Bekräftigung der kulturellen Grundrechte und erkannte damit eine gemeinsamen europäischen Kulturraum an. So verweist die Charta auf das „geistige Erbe“ Europas, welches aus einem gemeinsamen kulturellem Hintergrund geprägt ist. Substantielle Veränderungen des Artikels aus dem Vertrag von Amsterdam und zuvor Maastricht gab es nicht. Doch mit der Verfassung und ihrer Charta ist der Stellenwert von Kultur in der Europäischen Union erneut festgeschrieben worden. Die entsprechende Zuwendung in finanzieller Hinsicht hinkt Kritikern zufolge noch hinterher, da das gesetzte Ziel ein Prozent des EU-Haushalts für Kultur auszugeben noch immer nicht erreicht worden ist.

### Europäische Kulturagenda im Zeichen der Globalisierung
Im Jahre 2007 verfasste die Kommission eine neue europäische Kulturagenda, welche auf die Herausforderungen der Globalisierung reagieren soll. Sie beinhaltet eine neue Strategie der intensivierten interkulturellen Zusammenarbeit innerhalb der EU. Dafür werden Anreize geschaffen um mehr Mobilität und Dialog bei Künstlern und Beschäftigten aus dem Kulturbereich zu ermöglichen. Daneben sollen Schlüsselkompetenzen wie Fremdsprachen oder Kulturbewusstsein unterstützt werden. Im Hinblick auf den Vertrag von Lissabon wurden Strategien entwickelt, die der Beschäftigung und Wachstum im Kulturbereich zugutekommen sollen. Dazu gehören die Förderung von: der Kreativität in der Bildung, Managementausbildung für den Kulturbetrieb, Partnerschaften zwischen dem Kultursektor und anderen Bereichen um Investitionen im kulturellen Bereich zu erhöhen. Im Bereich der internationalen Beziehungen wurden Maßnahmen geplant die dem UNESCO-Übereinkommens über den Schutz und die Förderung der Vielfalt kultureller Ausdrucksformen gerecht werden. Dazu gehören der politische Dialog und kulturelle Austausch zwischen der EU und Drittländern, Handelsabkommen für Kulturgüter und kulturelle Dienstleistungen, Finanzierung von weltweiten Projekten und verstärkter internationaler Zusammenarbeit. Die neue europäische Kulturagenda wird durch weitere Maßnahmen in Verbindung mit dem Kulturbereich, darunter das Europäische Jahr des interkulturellen Dialogs 2008, ergänzt.

### Lissabon 2009
Im Vertrag von Lissabon von 2009 wird der Stellenwert von Kultur unterstrichen: „Schöpfend aus dem kulturellen, religiösen und humanistischen Erbe Europas“ heißt es in der Präambel des Vertrags über die Europäische Union (EUV). Die Zielsetzung der Europäischen Union lautet ferner den „Reichtum ihrer kulturellen und sprachlichen Vielfalt [zu bewahren] [und] für den Schutz und die Entwicklung des kulturellen Erbes Europas [zu sorgen]“ (Artikel 3 EUV). Die Kompetenzen werden in Artikel 6 geregelt, die Zuständigkeit obliegt getreu den vergangenen Verfassungen dem Subsidiaritätsprinzip. Kultur ist Bestandteil der Europäischen Integration, was diese Wortlaute deutlich machen. Eine Änderung der Nummerierung des Artikel ist erfolgt, der „Kultur-Artikel“ ist nun der Artikel 167 AEUV.

## Rechtlicher Rahmen
Der rechtliche Rahmen für die Kulturpolitik der Europäischen Union umfasst einerseits die Zusicherung kultureller Rechte durch völkerrechtliche Verträge und andererseits durch die eigene Verpflichtung zur Gestaltung von Kulturpolitik Im Rahmen der Vertragstexte der Europäischen Union. In Artikel 13 der Charta der Grundrechte der Europäischen Union (2000) heißt es: „Kunst und Forschung sind frei.“ In Artikel 22 der Charta ist festgelegt, dass die Union verpflichtet ist, „die Vielfalt der Kulturen, Religionen und Sprachen [zu achten]“.
Im Integrationsprozess der Europäischen Union war der Vertrag von Maastricht von 1992 in rechtlicher Hinsicht der erste bedeutende Schritt in der Verankerung von Kultur in den Gesetzestexten. Zuvor war Kultur in den Verträgen der EWG zwar erwähnt worden, doch eher marginal und nie mit bindender oder rechtlicher Wirkung. Im Vertrag von Maastricht fand der Artikel 128 EG-Vertrag Einzug als der sogenannte Kultur-Artikel. Er stattete die Europäische Union erstmals mit Kompetenzen in der Ausgestaltung einer Kulturpolitik aus. Dies war die rechtliche Verankerung, welche auch die Möglichkeit eröffnete, Mittel aus dem Haushaltsplan dafür zu verwenden. Als Ziel wurde festgelegt, mindestens einen Prozent des Gesamthaushalts für Kultur auszugeben. In den darauffolgenden Vertragsänderungen der Europäischen Union wurde die Nummerierung des Artikels geändert, der Inhalt bleib weitestgehend unverändert. Ab dem Vertrag von Amsterdam (1997) war es der Art. 151 EUV, im aktuellen Vertrag von Lissabon (2009) der Art. 167 AEUV.
Jegliche Aktivität der Europäischen Union innerhalb der Kulturpolitik obliegt dem Subsidiaritätsprinzip, die Kulturpolitik bleibt zuvorderst ohne Einschränkung Angelegenheit der Mitgliedsstaaten. Damit soll der kulturellen Unabhängigkeit der Mitgliedsstaaten Rechnung getragen werden. Die EU kann ergänzend und unterstützend mit den Mitgliedsländern arbeiten.

### Kulturverträglichkeitsklausel
Die Kulturverträglichkeitsklausel besagt, dass die Kultur auf gleicher Ebene wie die anderen Bereiche der EU-Politik behandelt werden soll. Zudem soll der Asket Kultur bei jeden Entscheidungen miteinbezogen und beachtet werden. Das heißt, keine politische Entscheidung, gleich welchen Bereich sie betrifft, sollte ohne Achtung des kulturellen Aspekts getroffen werden. Seinen Ursprung hat die Formel in der Bearbeitung des Fanti-Berichts 1984, als europäische Kulturpolitiker und Gremien verschiedener Ressorts die Werte- und Kulturorientierung der europäischen Gemeinschaft diskutiert wurde. Ihre Bedeutung liegt in der Relativierung der allgemeinen Dominanz der Ökonomie der EU, da alle Tätigkeitsbereiche der Gesellschaft die Kultur herausgeben berücksichtigt wird.
Der entsprechende Wortlaut ist dem Absatz 4 des Artikel 167 AEUV zu entnehmen:

„Die Union trägt bei ihrer Tätigkeit aufgrund anderer Bestimmungen der Verträge den kulturellen Aspekten Rechnung, insbesondere zur Wahrung und Förderung der Vielfalt ihrer Kulturen.“

## Budget und Finanzierung
Die Finanzierung der Kulturpolitik erfolgt über den Haushalt der Europäischen Union in Form eines Mehrjährigen Finanzrahmen (MFR), er wird von der Europäischen Kommission bestimmt und anschließend dem Rat der Europäischen Union und dem Europäischen Parlament zur Verhandlung und Abstimmung vorgelegt. Das aktuelle Programm Kreatives Europa hat einen Etat von 1,46 Mrd. Euro für die gesamte Laufzeit von sieben Jahren und allen 27 Mitgliedstaaten. Der Kommissionsvorschlag für den Mehrjährigen Finanzrahmen der EU für 2021–2027 sieht eine Steigerung der Mittel auf ein Gesamtbudget von 1,85 Mrd. Euro vor. Das Europäische Parlament machte 2019 den Vorschlag, den von der Kommission vorgeschlagenen Etat für Kultur von 1,85 Mrd. Euro auf 2,806 Mrd. EUR zu erhöhen.
Der CULT-Ausschuss verfasste einen Entwurf einer Stellungnahme zu den Vorschlägen der Kommission für den MFR 2021–2027. Darin verlangt er vereinfachte Verwaltungsverfahren und eine angemessene Finanzierung auch für kleine Projekte um den Wirkungsgrad der Kulturförderung zu erhöhen. Er fordert außerdem eine Verdopplung der Mittel für das Programm Kreatives Europa und eine Zuweisung von Mitteln nach Prozentsätzen an die verschiedenen Teile des Programms, anders als das aktuelle Verfahren, welches festgelegte Beträge vorsieht und eine zusätzliche Zuwendung bei kulturellen Kooperationsprojekten.

### Wirtschaftsfaktor
Die Kultur- und Kreativwirtschaft beschäftigt 7,5 % der Arbeitskräfte in der EU und trägt etwa 509 Mrd. EUR zur Wertschöpfung des BIP bei.

## Förderprogramme
Die Legitimation für kulturpolitische Maßnahmen in Form von Förderprogrammen hatte nach dem Vertrag von Maastricht seine gesetzliche Grundlage. Durch eine Mitteilung der Kommission 1994 wurden erste konkrete Vorschläge für Programme und Aktivitäten erläutert. Die ersten Förderprogramme waren Kaleidoskop, für die Förderung künstlerischen Schaffens, Raphael, eine Ergänzung der Förderung kulturellen Erbes und Ariane zur Förderung von Übersetzung. Die drei Programme wurden im Jahr 2000 zu einem Programm mit dem Namen Kultur zusammengeführt. Das aktuellste Programm heißt Kreatives Europa. Es besteht aus zwei Teilen, welche früher separat existierten: Kultur und Media. Die Europäische Union bietet aktuell ca. 15 Förderprogramme an. Die Inhalte verteilen sich auf verschiedene Bereiche: Kreativwirtschaft, Bildung, Regionale Entwicklung, Bürgerschaft, Soziales, Forschung, Jugend und Drittländer.

### Kreatives Europa
Kreatives Europa ist das Rahmenprogramm für die Kultur- und Kreativbranche der Europäischen Union. Es besteht aus den bisherigen Programmen Kultur, MEDIA und MEDIA Mundus und fasst sie unter einem gemeinsamen Rahmen zusammen. Sein Schwerpunkt gilt der kulturellen Vielfalt in Europa und dem Austausch ihrer Bürgerinnen und Bürger. Es wurde aus früheren innovativen und erfolgreichen Projekten abgeleitet, die sich bewährt hatten und erfolgreich eine länderübergreifende europäische Zusammenarbeit im Kultur- und Kreativsektor ermöglicht hatte. „Im Rahmen dieses Programms werden Film- und Fernsehprojekte, Kinonetze, Filmfestivals sowie die Bereiche Publikumsentwicklung und Schulungsmaßnahmen für Fachkräfte des Bereichs audiovisuelle Medien, der Marktzugang, der Vertrieb, die Entwicklung von Videospielen, der Online-Vertrieb und internationale Koproduktionen gefördert“. Die Mitgliedstaaten fördern zahlreiche Kulturinitiativen und werden durch andere EU-Programme ergänzt wie Strukturfondsförderung für Investitionen in die Kultur- und Kreativbranche, Restaurierung kulturellen Erbes, kulturelle Infrastruktur und Dienstleistungen, Digitalisierungsfonds für kulturelles Erbe und die Instrumente für Erweiterung und Außenbeziehungen. Das Budget für den mehrjährigen Finanzrahmen 2014–2020 liegt bei 1,801 Mrd. EUR.
Das Programm verfolgt einen strategischen Ansatz angesichts der gegenwärtigen Wirtschaftskrise der Kultur- und Kreativbranche zu unterstützen und einen Beitrag zur Beschäftigung und Wachstum der Branche mit den richtigen Voraussetzungen zu schaffen. Es fördert Europäische Kultur- und Kreativschaffende, unabhängig von ihrer Kunstdisziplin und bietet Raum für internationale Aktivitäten innerhalb und außerhalb der EU.

„Besonders an der Neustrukturierung ist, dass die Förderung vor allem von der Erreichung von Einzelzielen abhängig gemacht wird und zwar unabhängig davon, ob man etwas im Medien- oder im klassischen Kulturbereich fördern möchte. Die sechs Einzelziele sind:
1. die Fähigkeit der europäischen Kultur- und Kreativbranche zum länderübergreifenden und internationalen Arbeiten zu unterstützen,
2. die grenzüberschreitende Verbreitung kultureller und kreativer Werke sowie
3. die Förderung länderübergreifender Mobilität der Künstlerinnen und Künstler,
4. die Erschließung neuer Publikumsschichten und die Verbesserung des Zugangs zu kulturellen und kreativen Werken innerhalb der EU und darüber hinaus, wobei ein besonderes Augenmerk auf junge Menschen und Menschen mit Behinderungen gelegt wird,
5. die nachhaltige Stärkung der Kapitalkraft kleiner und mittlerer Unternehmen, ausdrücklich inklusive Kleinstorganisationen der Kultur- und Kreativbranche,
6. und schließlich gilt es, die Entwicklung politischer Konzepte, Innovation, Kreativität, die Erschließung neuer Publikumsschichten und neue Geschäftsmodelle durch die Unterstützung länderübergreifender politischer Zusammenarbeit zu fördern.“

### KULTUR
Kultur ist die Kulturförderung im Rahmen des EU-Programms „Kreatives Europa“ und umfasst den gesamten Kunst-, Kultur- und Kreativsektor. Gefördert werden länderübergreifende Kooperationsprojekte, Europäische Netzwerke und Plattformen sowie literarische Übersetzungen. Das Gesamtbudget für die Laufzeit 2014–2020 beträgt 454 Millionen Euro.
Teilnahmeberechtigt sind Einrichtungen im Kultur- und Kreativsektor in EU-Mitgliedsstaaten sowie in weiteren europäischen Ländern, die ein Abkommen mit der Europäischen Kommission abgeschlossen haben.

### MEDIA (Creative Europe Media)
MEDIA wurde 1991 gegründet und ist ein Unterstützungsprogramm für die audiovisuelle Industrie der Europäischen Union. Sein Auftrag ist die Förderung des audiovisuellen Markts (Neben Spiel- und Dokumentarfilmen auch Fernsehserien, Computerspiele und Filmfestivals) und die Vermittlung und Entfaltung europäischer Werte in kulturell und wirtschaftlich sehr verschiedenen Regionen. Es ist ein Unterprogramm von Kreatives Europa und wurde seit seiner Gründung bereits fünf Mal erneuert und hat insgesamt 2,4 Milliarden Euro an Mitteln vergeben. Zwischen 2007 und 2017 flossen davon insgesamt 180 Millionen Euro nach Deutschland.
Angesichts der Globalisierung bestand in den 1980er Jahren eine große Dominanz amerikanischer Produktionen in der Kinolandschaft, wogegen europäische Filme kaum außerhalb ihres Ursprungsland hinaus gezeigt wurden. Um diesem Problem auf europäischer Ebene entgegengetreten wurden Experten beauftragt Konzepte und Projekte zu entwickeln, die eine entsprechende europäische Politische Lösung möglich machte. „Das Budget von MEDIA steigt kontinuierlich von 310 Mio. Euro für MEDIA II (1996–2000) auf 500 Mio. Euro für MEDIA Plus (2001–2006) und 755 Mio. Euro für MEDIA 2007 (2007–2013). Für Creative Europe MEDIA (2014–2020) wird das Budget noch einmal auf 820 Mio. Euro erhöht. Der Radius, in dem die europäischen Fördermittel ihre Wirkung entfalten, ist mit 39 teilnehmenden Ländern inzwischen mehr als dreimal so groß wie zu Beginn der Förderung“. Grundidee des Programms ist die Vielfalt und Zusammenarbeit, so kommen Produzenten aus verschiedenen Ländern über MEDIA zusammen und es gibt einen Austausch von Filmen auf europäischen Festivals. Die Branche wird dazu bewegt zusammenzuarbeiten und die Zuschauer profitieren von Einblicken in die Filmlandschaft anderer europäischer Länder. Die Digitalisierung beeinflusst die Filmbranche, weshalb darüber diskutiert wird, wie das Programm MEDIA sich anpassen und entwickeln muss, um auch in Zukunft Fördermaßnahmen zugute der Unionsbürgerinnen und -Bürger erhalten zu können.

### Weitere Programme
Zu den wichtigsten und größten Programm gehören im Bereich der Bildung das Erasmus+ Programm und in der Wissenschaft Horizont 2020.

## Kulturprojekte der Europäischen Union

### Kulturhauptstädte Europas
Die Initiative wurde 1985 entwickelt, seither wurden über 60 Städte zu europäischen Kulturhauptstädte ernannt. Sie ist „eine der erfolgreichsten und bekanntesten kulturpolitischen Initiativen der EU“. Nachdem ein Ausschuss die Bewerbung einer Stadt überprüft, entscheidet er ob er der Kommission eine Empfehlung zur Ernennung einer Stadt gibt und sie damit den mit 1,5 Millionen Euro dotierten Melina-Mercouri-Preis vergibt. Die erste europäische Kulturhauptstadt war 1985 Athen in Griechenland. Der Titel wurde daraufhin jährlich neu vergeben und bescherte den Städten einen gewissen Prestige. Seit 2001 wird der Titel meist an zwei Städte vergeben, seit 2007 wird hierfür eine Stadt aus den „alten“ und eine aus den „neuen“ Mitgliedstaaten der EU gewählt. „Die Steuerungsintention dieses kulturpolitischen Instruments änderte sich im Laufe der Jahre. Waren die ersten Kulturhauptstädte bereits kulturelle Zentren, fand 1990 mit der Titelvergabe an Glasgow ein Wandel hin zur Förderung strukturschwacher oder sich im Umbruch befindlicher Städte statt“. Das Europäische Parlament nahm auf Vorschlag der Kommission an, die Initiative „Kulturhauptstädte Europas“ auch für EFTA- und EWR-Länder zu öffnen und das Jahr 2018 zum Europäischen Jahr des Kulturerbes zu erklären. Die Kulturhauptstädte Europas 2020 sind Rijeka (Kroatien) und Galway (Irland).

### Barockorchester der Europäischen Union oder EUBO (European Union Baroque Orchestra)
Das Barockorchester der Europäischen Union (offiziell European Union Baroque Orchestra, EUBO) ist eine Initiative der Europäischen Union, die jungen Musikern aus Europa ermöglicht, für ein halbes Jahr unter professioneller Anleitung in einem Barockorchester mitzuspielen, um ihnen damit den Eintritt in das Berufsleben zu erleichtern.

### Jugendorchester der EU oder EUYO (European Union Youth Orchestra)
Das Jugendorchester der Europäischen Union wurde 1976 in Großbritannien gegründet und sollte ein Sinnbild für das europäische Ideal einer Gemeinschaft widerspiegeln, welche mit seiner Zusammenarbeit Frieden und Verständigung erreicht. Daneben sollte es jungen Orchester-Musikern eine außergewöhnliche Möglichkeit der Arbeitserfahrungen ermöglichen. Es wurde stets vom Europäischen Parlament und der Europäischen Kommission finanziell unterstützt und genoss deren politischen Rückhalt. Der Ehrenpräsident des EUYO ist der Präsident des Europäischen Parlaments und die Ehren-Paten sind die jeweiligen Staats- und Regierungschefs jedes EU-Mitgliedslands. Es ist das einzige Orchester der Welt, dass durch eine Parlamentarische Abstimmung initiiert wurde und welches durch alle der 27 Mitgliedsländer repräsentiert wird.

### Europäisches Kulturerbe-Siegel
Das Thema Kulturerbe griff das Parlament in seiner Entschließung vom 8. September 2015 zum Thema „Für ein integriertes Konzept für das kulturelle Erbe Europas“ auf. Darin wurde betont, dass der wichtigste Wert des Kulturerbes zwar weiterhin sein kultureller Wert sei, ihm jedoch auch eine bedeutende Rolle für Wachstum und Arbeitsplätze zukomme.